# Andrakammarvalet i Sverige 1921
Andrakammarvalet i Sverige 1921 hölls mellan den 10 och 26 september 1921. Valet 1921 var det första i Sverige där kvinnor fick rösta med allmän och lika rätt som män, även om vissa begränsningar bestod, bland annat kravet (på män) av fullbordad värnplikt. Även konkursutsatta, intagna, omyndigförklarade och mottagare av fattigstöd (socialbidrag) var undantagna rösträtt. I valet 1920 hade 20,4 procent av befolkningen haft rösträtt – vid valet 1921 hade denna andel ökat till 54,3 procent. Det totala valdeltagandet var 54,2 procent och fyra kvinnor röstades in i kammaren.
Valet genomfördes på olika dagar i landets 28 valkretsar. Först ut var Malmö, Helsingborg, Landskrona och Lund lördagen 10 september. Flest valkretsar, 18 stycken, röstade söndagen 11 september och 6 valkretsar röstade söndag 18 september. Sista valdagen var 26 september i Norrbottens län.
Trots att det bara gått ett år sedan det förra valet, såg partiuppställningen markant annorlunda ut: dels hade Jordbrukarnas riksförbund gått upp i Bondeförbundet, och dels hade Sveriges socialdemokratiska vänsterparti accepterat Kominterns "21 teser", bytt namn till Sveriges kommunistiska parti, och uteslutit "icke-revolutionära element", vilka bildat Sverges socialdemokratiska vänsterparti.

## Valresultat
För samtliga genom valet invalda riksdagsmän, se Lista över ledamöter av Sveriges riksdags andra kammare 1922-1924.
| Parti                | Parti                                     | Partiledare                | Röster             | Röster | Röster | Mandatfördelning | Mandatfördelning |
| Parti                | Parti                                     | Partiledare                | Antal              | %      | +− %   | Antal            | +−               |
| -------------------- | ----------------------------------------- | -------------------------- | ------------------ | ------ | ------ | ---------------- | ---------------- |
|                      | Sveriges socialdemokratiska arbetareparti | Hjalmar Branting           | 630 855            | 36,2   | +6,5   | 93               | +18              |
|                      | Allmänna valmansförbundet                 | Arvid Lindman              | 449 302            | 25,8   | −2,1   | 62               | −9               |
|                      | Liberala samlingspartiet                  | Nils Edén                  | 325 608            | 18,7   | −3,1   | 41               | −6               |
|                      | Bondeförbundet                            | Johan Andersson i Raklösen | 192 269            | 11,1   | −3,1   | 21               | −8               |
|                      | Sveriges kommunistiska parti              | Karl Kilbom                | 80 355             | 4,6    | −1,8   | 7                | +−0              |
|                      | Sverges socialdemokratiska vänsterparti   | Ivar Vennerström           | 56 241             | 3,2    | —      | 6                | +6               |
|                      | Nykterhetspartiet                         | ?                          | 7 157              | 0,4    | —      | —                | —                |
|                      | Övriga partier                            | —                          | 165                | 0,0    | —      | —                | −1               |
| Antal giltiga röster | Antal giltiga röster                      | Antal giltiga röster       | 1 741 952          | 100,0  |        | 230              |                  |
| Ogiltiga röster      | Ogiltiga röster                           | Ogiltiga röster            | 5 601              |        |        |                  |                  |
| Totalt               | Totalt                                    | Totalt                     | 1 747 553 (54,2 %) |        |        |                  |                  |

- I valet 1920 fick Sveriges socialdemokratiska vänsterparti 6,4% och 7 mandat. Ovan jämförs det mot Sveriges kommunistiska parti, vilket resulterar i en mindre tillbakagång. Om dock resultatet för båda vänsterpartierna i 1921 års val (7,8% och 13 mandat) jämförs med 1920 års resultat - märks dock ett ökat väljarstöd.
- Nykterhetspartiet fick alla sina röster i Stockholms stads valkrets
- Första gången kvinnor invaldes i Riksdagens Andra kammaren: Elisabeth Tamm, Nelly Thüring, Bertha Wellin, Agda Östlund (samt Kerstin Hesselgren i Första kammaren)[2]

## Regeringsbildning
Till följd av socialdemokraternas seger fick Hjalmar Branting för andra gången kungens uppdrag att bilda regering. Regeringen Branting avgick dock redan 1923, då riksdagen avslog en proposition som ville bibehålla rätten till understöd för dem som varit arbetslösa i minst sex månader.
Därefter tog högerregeringen Trygger, under ledning av första kammarens Ernst Trygger, vid, och regerade fram till andrakammarvalet 1924.